# Ghost (album The Watch)
Ghost – drugi album zespołu The Watch nagrany w 2001 roku. 

## Lista utworów
- 1. DNAlien - 8:36
- 2. The Ghost And The Teenager - 8:38
- 3. Heroes - 9:27
- 4. Moving Red - 6:34
- 5. Riding The Elephant - 3:36
- 6. ...And The Winner Is... - 10:11

## Muzycy
- Simone Rossetti - śpiew, flet, tamburyn
- Ettore Salati - gitara
- Gabriele Manzini - instrumenty klawiszowe
- Marco Schembri - gitara basowa
- Roberto Leoni - perkusja